# Brocēni
Brocēni (németül: Brotzen vagy Berghof-Brotzen) város Lettországban. A települést meghatározó cementgyárat 1936-ban alapították. Ennek az üzemnek a lakótelepéből alakult ki a település, amely 1992-ben kapott városi rangot. A 2009-es közigazgatási reformig Lettország Saldus járásához tartozott. 